# 1943年2月4日日食
1943年2月4日日食是一次日全食，發生於1943年2月4日（東半球為2月5日，也是春節）。新月當天（即朔日），地球上觀測到月球和太阳的角距離極小，此時月球如果恰好在月球交點附近，穿過太阳和地球之間，與地球、太阳接近一直線，則會出現日食。月球本影接觸地表而使該區域完全得不到陽光，就會形成日全食，同時在本影兩側數千公里的半影範圍內遮擋部分陽光，形成日偏食。此次日全食經過了中国、苏联、日本、阿拉斯加領地、加拿大，日偏食則覆蓋了北太平洋及周邊沿岸地區。

## 日食概況

### 出現區域
中國東北地區在2月5日日出時最先看到日全食，然後本影向東，劃過苏联、日本，跨越北太平洋，在阿留申群島以南約950公里的洋面達到最大食分，不久後跨過國際日期變更線，在阿拉斯加進入北美洲，在2月4日日落時分結束於加拿大西北部。
本影經過的陸地依次包括：
- 中國：經過當時被满洲国控制的三江省中部偏南和牡丹江省北部（今均屬黑龙江省東部）；
- 苏联（今俄罗斯联邦部分）：橫貫滨海边疆区；
- 大日本帝国：北海道除南北兩側外的中部，含周圍小島，包括今俄罗斯控制的國後島南端；
- 阿拉斯加領地（今美国阿拉斯加州）：從阿拉斯加半島東南岸登陸，並覆蓋了半島東南岸的小島及科迪亚克岛西北部，然後向東北穿過阿拉斯加東南部；
- 加拿大：經過育空地區北部後離開地表。[3][4]

除了上述狹窄的全食帶內能看到日全食之外，月球半影覆蓋範圍內都能看到日偏食，包括苏联遠東東部、东亚東部、菲律宾除西南側以外的大部、北美洲西部和北太平洋的眾多島嶼。其中國際日期變更線兩側大約各有一半，該線以東的部分在2月4日看到日食，以西的部分在2月5日看到日食。

### 基本參數
- 類型：日全食
- 食甚中心處（位於阿留申群島以南約950公里的北太平洋）資料：
  - 時間：1943年2月4日23:37:44.4
  - 地點：43°36.2′N 175°6.1′E / 43.6033°N 175.1017°E
  - 食分：1.0331（全食帶內最大）
  - 日全食持續時間：2分39.1秒

## 觀測
由於處在中国抗日战争期間，且全食帶所在的中國東北地區已被满洲国控制，中国科學家並未對此次日全食做任何觀測。《中央日報》僅發表了一篇很短的報導「東京日全食」（實際上东京不在全食帶內，只能看到日偏食）。
日本水澤（今已併入奧州市）的國際緯度觀測所（今國立天文台的水澤VLBI觀測所）派出了觀測隊前往北海道釧路市觀測日全食，同行的及川誠一拍攝了日全食照片。當地觀測條件較好，初虧發生在日出後11分鐘的6:46，1小時5分鐘後食既，太阳被完全遮掩，全食階段持續了近2分鐘。東京天文台（今已併入國立天文台）派出了7支觀測隊，前往釧路市、厚岸町等地，觀測取得成功。
阿拉斯加的蘇厄德、瓦爾迪茲、科迪亞克等地均能看到日全食，阿拉斯加最大城市安克拉治也恰在全食帶北緣附近，該市東南部能看到日全食。阿拉斯加大學在2月4日，即日食當天組織了講座，介紹日食的相關信息。

## 相關的日食

### 1942-1946年的日食
月球交替位於相對的月球交點時，以半個交點年（食年），即約177天又4小時間隔出現下列日食。
註：1942年3月16日和1942年9月10日的日偏食屬於上一組交點年系列。1946年5月30日和1946年11月23日的日偏食屬於下一組交點年系列。
| 升交點   | 升交點                   |          | 降交點                  | 降交點 |
| 沙羅周期 | 地圖                     | 沙羅周期 | 地圖                    |        |
| 115      | 1942年8月12日 偏食（南） | 120      | 1943年2月4日 全食       |        |
| 125      | 1943年8月1日 環食        | 130      | 1944年1月25日 全食      |        |
| 135      | 1944年7月20日 環食       | 140      | 1945年1月14日 環食      |        |
| 145      | 1945年7月9日 全食        | 150      | 1946年1月3日 偏食（南） |        |
| 155      | 1946年6月29日 偏食（北） |          |                         |        |

### 沙羅周期
沙羅周期長度為18年11天。本次日食屬於沙羅週期120，共包含71次日食，依次為933年5月27日至1041年7月30日的7次日偏食、1059年8月11日至1492年4月26日的25次日環食、1510年5月8日至1564年6月8日的4次全環食（亦稱混合食）、1582年6月20日至2033年3月30日的26次日全食、2051年4月11日至2195年7月7日的9次日偏食，總共歷時1262.11年。其中最長的全食發生於1997年3月9日，共持續了2分50秒。
下表列舉了1901年至2100年間發生的屬於該周期的日食，是第55至65次：
| 55            | 56            | 57            |
| ------------- | ------------- | ------------- |
| 1907年1月14日 | 1925年1月24日 | 1943年2月4日  |
| 58            | 59            | 60            |
| 1961年2月15日 | 1979年2月26日 | 1997年3月9日  |
| 61            | 62            | 63            |
| 2015年3月20日 | 2033年3月30日 | 2051年4月11日 |
| 64            | 65            |               |
| 2069年4月21日 | 2087年5月2日  |               |

## 資料來源
1. ↑  樊忠玉. . 中国天文科普网.   [2015-07-28]. （原始内容存档于2014-09-17）.
2. 1 2  Fred Espenak. . NASA Eclipse Web Site.   [2015-07-28]. （原始内容存档于2020-10-21）.（英文）
3. ↑  Fred Espenak. . NASA Eclipse Web Site.   [2015-07-28]. （原始内容存档于2020-10-20）.（英文）
4. ↑  Xavier M. Jubier. .   [2016-01-10]. （原始内容存档于2020-05-01）.（法文）（英文）
5. ↑  Fred Espenak. . NASA Eclipse Web Site.   [2013-04-14]. （原始内容存档于2008-08-29）.（英文）
6. ↑  . 央視網.   [2015-07-28]. （原始内容存档于2015-07-10）.
7. ↑  . 人民网科技频道.   [2015-07-28]. （原始内容存档于2020-05-01）.
8. ↑  . 日食ナビ.   [2015-07-28]. （原始内容存档于2020-05-01） （日语）.
9. ↑   (PDF). Farthest-North Collegian (The University of Alaska). 1943-03-01  [2015-07-28]. （原始内容存档 (PDF)于2020-05-01）.（英文）
10. ↑  Fred Espenak. . NASA Eclipse Web Site.（英文）

## 外部連結
- NASA日食專頁（页面存档备份，存于）（英文）
- 可見區域圖和時間統計：由弗雷德·埃斯佩纳克做出的日食預報，NASA/GSFC
  - Google互動地圖呈現的日食範圍
  - 貝塞爾元素
- Google地圖顯示的日全食和日偏食範圍（页面存档备份，存于）（法文）（英文）

| \| \| 日食 \|                             |                             |                                          |
| 上一次日食： 1942年9月10日日食 （日偏食） | 1943年2月4日日食 （日全食） | 下一次日食： 1943年8月1日日食 （日環食） |
| 上一次日全食： 1941年9月21日日食          | 1943年2月4日日食 （日全食） | 下一次日全食： 1944年1月25日日食         |
|                                           | 日食                        |                                          |